# Edu Peppe
Carlos Eduardo Peppe Britos, känd som Edu Peppe, född 28 januari 1983 i Montevideo, är en uruguayansk-andorransk före detta fotbollsspelare.
Peppe kommer från Uruguay där han började spela fotboll för Defensor Sporting 2002. Han började spela för klubben UE Sant Julià i Andorra 2007. Peppe fick andorranskt medborgarskap efter att ha gift sig med en andorransk kvinna. Detta gjorde möjligt för Peppe att spela för Andorras landslag. Han spelade 23 A-landskamper för Andorra mellan 2011 och 2016.